# 榎本健太郎
榎本 健太郎（えのもと けんたろう、1966年〈昭和41年〉 - ）は、日本の厚生・厚生労働官僚。独立行政法人福祉医療機構理事。

## 来歴
新潟県出身。1989年（平成元年）、東京大学法学部を卒業し、同年4月、厚生省に入省。石川県厚生部長寿社会課長、同厚生政策課長、厚生労働大臣秘書官事務取扱、国土交通省土地・建設産業局建設市場整備課長、厚生労働省老健局介護保険計画課長、同省保険局国民健康保険課長、同省医政局総務課長、厚生労働省政策統括官付社会保障担当参事官などを歴任。
2019年（令和元年）7月9日、内閣府大臣官房審議官（経済財政運営及び経済社会システム担当）に就任。
2020年（令和2年）10月1日、厚生労働省大臣官房審議官（医療保険担当）に就任。
2022年（令和4年）6月28日、医政局長兼死因究明等推進本部事務局長に就任。
2023年（令和5年）9月30日、厚生労働省を辞職し、役員出向で翌10月1日に独立行政法人福祉医療機構理事に就任。